# Brian McGilloway
Brian McGilloway (* 1974 in Derry) ist ein nordirischer Lehrer und Schriftsteller.

## Leben
McGilloway studierte Englisch an der Queen’s University in Belfast und engagierte sich im Studententheater, wo er 1996 den Preis für Theaterbeleuchtung der renommierten Irish Student Drama Association gewann. Zurzeit leitet er die  Englisch-Fakultät am St. Columb’s College, Derry.
McGilloway debütierte 2007 mit dem Kriminalroman Borderlands und gelangte damit auf die Shortlist für den Dagger Award für Debütromane der Crime Writers’ Association. In Folge dieses Erfolgs gelang ihm der Abschluss eines Vertrags über drei Kriminalromane.
McGilloway lebt mit Frau und vier Kindern in der Nähe der inneririschen Grenze.

## Bücher
- Borderlands. The First Inspector Devlin Mystery. Macmillan New Writing, Basingstoke (Vereinigtes Königreich) 2007, ISBN 978-0-230-02006-1.
  - Deutsche Übersetzung:
    - Borderlands. Ein irischer Kriminalroman. DuMont, Köln 2007, ISBN 978-3-8321-8032-4.
    - Borderlands. Ein Inspektor-Devlin-Roman. DuMont, Köln 2010, ISBN 978-3-8321-6112-5.
- Gallows Lane. An Inspector Devlin Mystery. Pan Books, London (Vereinigtes Königreich) 2008, ISBN 978-0-230-70769-6.
  - Deutsche Übersetzung:
    - Eine Leiche macht noch keinen Sommer. Ein Inspektor-Devlin-Roman. DuMont, Köln 2010, ISBN 978-3-8321-8049-2.
    - Galgenweg. Kriminalroman. DuMont, Köln 2013, ISBN 978-3-8321-6199-6.
- Bleed a River Deep. An Inspector Devlin Mystery. Pan Books, London (Vereinigtes Königreich) 2009, ISBN 978-0-330-46084-2.
  - Deutsche Übersetzung: Blutgold. Ein Inspector-Devlin-Roman. DuMont, Köln 2011, ISBN 978-3-8321-6170-5.
- The Rising. The New Inspector Devlin Mystery. Pan Macmillan, London (Vereinigtes Königreich) 2010, ISBN 978-0-230-74667-1.
  - Deutsche Übersetzung: Aufstand der Gerechten. Ein Inspektor-Devlin-Roman. DuMont, Köln 2012, ISBN 978-3-8321-6182-8.
- Little Girl Lost. Pan Macmillan, London (Vereinigtes Königreich) 2011, ISBN 978-0-230-75336-5.
- The Nameless Dead. The New Inspector Devlin Novel. Pan Macmillan, London (Vereinigtes Königreich) 2012, ISBN 978-1-4472-0782-5.
- Hurt. Constable & Robinson Ltd, London (Vereinigtes Königreich) 2013, ISBN 978-1-4721-1113-5.
- Preserve the Dead. A Lucy Black Novel. Corsair, London (Vereinigtes Königreich) 2015, ISBN 978-1-4721-1894-3.